# Wikipédia en letton
Wikipédia en letton (en letton : Vikipēdija latviešu valodā) est l’édition de Wikipédia en letton, langue balte orientale parlée en Lettonie. L'édition est lancée en juin 2003. Son code est : lv.
Au 21 mars 2025, l'édition en letton contient 133 613 articles et compte 129 277 contributeurs, dont 293 contributeurs actifs et 14 administrateurs.

## Présentation

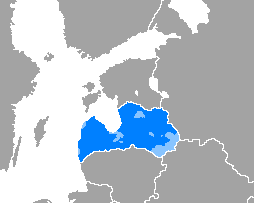
Aire de diffusion du letton.

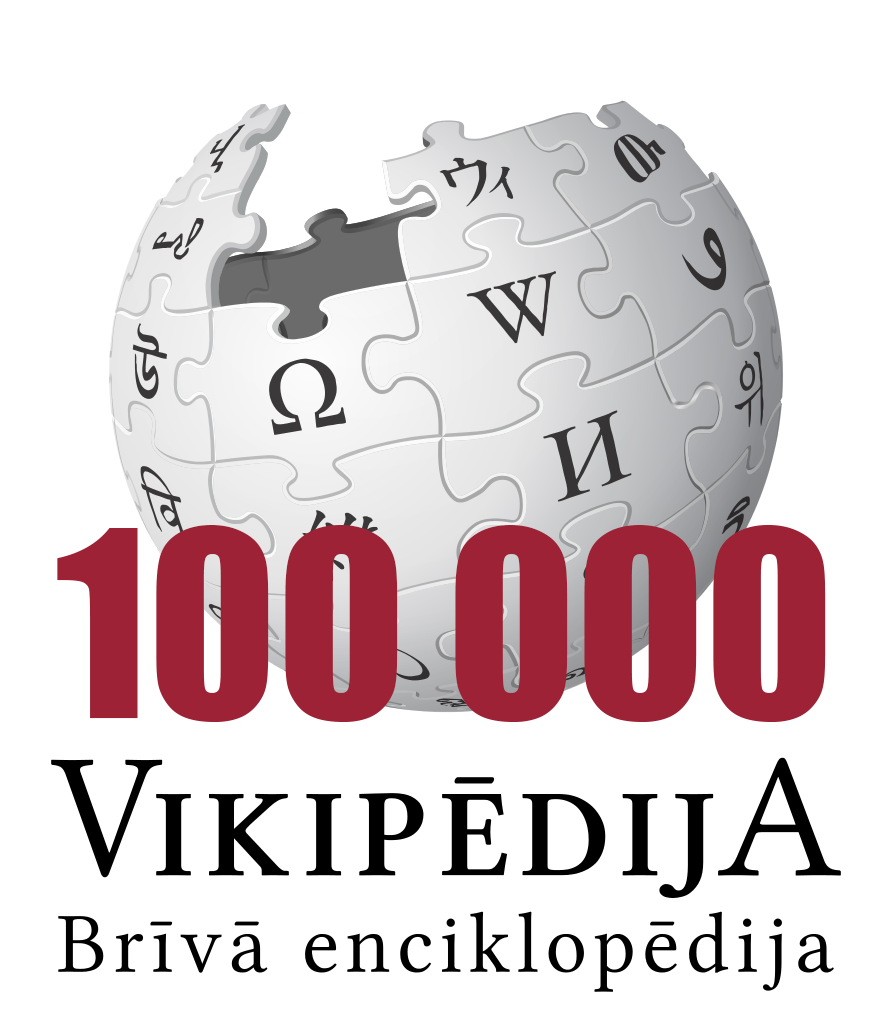
Au passage des 100000 articles.

## Statistiques
- En mai 2010, l'édition en letton compte quelque 27 000 articles et 17 000 utilisateurs enregistrés.
- Le 12 octobre 2022, elle contient 116 055 articles et compte 109 219 contributeurs, dont 330 contributeurs actifs et 13 administrateurs.
- Le 20 août 2024, elle contient 129 309 articles et compte 124 796 contributeurs, dont 272 contributeurs actifs et 14 administrateurs.